# Krystyna Jabłońska
Krystyna Jabłońska (ur. 8 lipca 1933 w Chronowie, zm. 16 października 2019) – polska polityk, posłanka na Sejm PRL VIII kadencji.

## Życiorys
Uzyskała wykształcenie zasadnicze zawodowe. W 1954 wstąpiła do Polskiej Zjednoczonej Partii Robotniczej. Zasiadała w egzekutywie oddziałowej i zakładowej, a także w Komitecie Wojewódzkim partii. Pracowała jako brygadzistka w Zakładach Przemysłu Tytoniowego w Radomiu. W latach 1980–1985 pełniła mandat posłanki na Sejm PRL VIII kadencji w okręgu Radom, zasiadając w Komisji Handlu Wewnętrznego, Drobnej Wytwórczości i Usług, Komisji Oświaty i Wychowania oraz w Komisji Rynku Wewnętrznego, Drobnej Wytwórczości i Usług.
Pochowana na cmentarzu komunalnym w Radomiu.